# Quận Grayson, Virginia
Quận Grayson là một quận thuộc tiểu bang Virginia, Hoa Kỳ.
Quận này được đặt tên theo William Grayson. Theo điều tra dân số của Cục điều tra dân số Hoa Kỳ năm 2000, quận có dân số 17.917 người. Quận lỵ đóng ở Independence6. Núi Rogers, đỉnh cao nhất với độ cao 5.729 foot (1.746 m), nằm ở quận Grayson. Quận Grayson được lập năm 1793 từ một phần quận Wythe.

## Địa lý
Theo Cục điều tra dân số Hoa Kỳ, quận có diện tích 1155 km2, trong đó có 8 km2 là diện tích mặt nước.

### Quận giáp ranh
- Quận Johnson, Tennessee (tây nam)
- Quận Washington, Virginia (tây)
- Quận Smyth (tây bắc)
- Quận Wythe (đông bắc)
- Quận Ashe, North Carolina (nam)
- Quận Alleghany, North Carolina (nam)
- Quận Surry, North Carolina (đông nam)
- Quận Independent City of Quận Galax (đông)
- Quận Carroll (đông)